# FIFA Manager 14
FIFA Manager 14 é um jogo eletrônico de futebol lançado em outubro de 2013, desenvolvido pela Bright Future e publicado pela Electronic Arts através da marca EA Sports.
Em novembro de 2013 foi anunciado pelo criador e designer do jogo Gerald Köhler que a edição 2014 será a última da série.